# 264P/Larsen
264P/Larsen è una cometa periodica appartenente alla famiglia delle comete gioviane; la cometa è stata scoperta il 22 aprile 2004 dall'astronomo statunitense Jeffrey A. Larsen, la sua riscoperta il 15 giugno 2012 ha permesso di numerarla.